# Girolamo Fracastoro

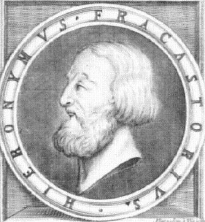
Girolamo Fracastoro

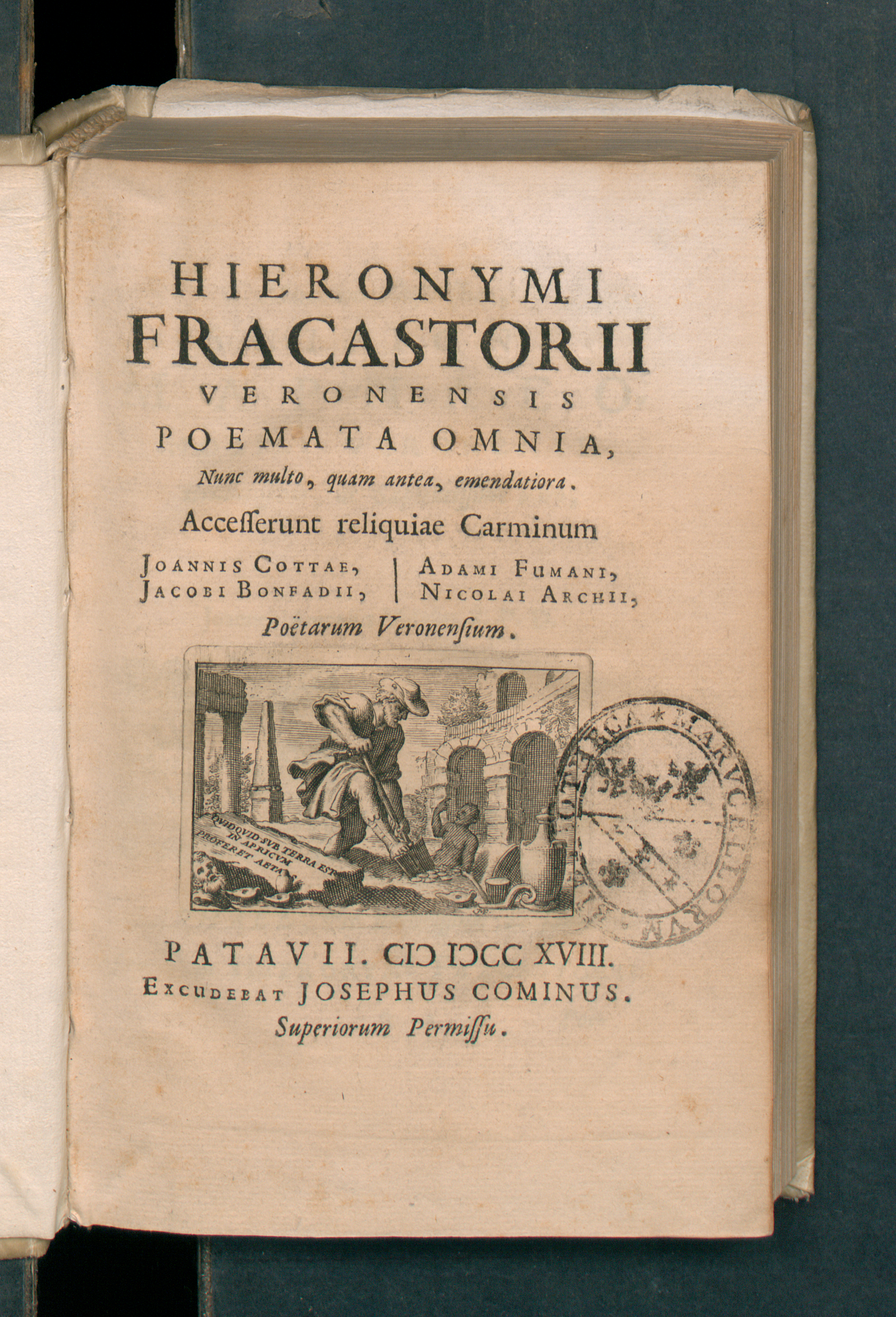
Poemata omnia, 1718

Girolamo (Hieronim) Fracastoro (ur. 1478, zm. 8 sierpnia 1553) – włoski lekarz, nauczyciel i poeta.
Urodzony w Weronie, ukończył studia na uniwersytecie w Padwie. Około roku 1500 poślubił Elenę de Clavis i doczekał się pięciorga dzieci, córki i czterech synów, z których dwóch zmarło przedwcześnie. W roku 1502 uzyskał prawo do wykonywania zawodu lekarza. W roku 1546 przedstawił teorię roznoszenia chorób zakaźnych przez rodzaj nasion/zarodków, które w sposób bezpośredni lub pośredni mogą przenosić się na duże odległości. Jego teoria została empirycznie potwierdzona dopiero w wieku XIX przez Louisa Pasteura i Roberta Kocha. W tym samym dziele przedstawił również pierwszy opis tyfusu.
Został wybrany na lekarza sprawującego pieczę nad uczestnikami soboru trydenckiego.
Od imienia bohatera jego wiersza, chorego na kiłę pasterza Syphilusa, została wzięta łacińska nazwa tej choroby (Infectio Syphilis = „zakażenie Syphilusa”).
W astronomii Fracastoro, autor rozprawy Homocentrica (Wenecja 1538), zbudował złożony model kosmologiczny, w którym przyjmował łącznie aż 79 sfer niebieskich. W tym dziele, podobnie jak Peter Apianus opublikował pogląd, że warkocze komet są zawsze zwrócone w kierunku odsłonecznym.

## Publikacje w języku polskim
- Fracastoro, Girolamo:  Syfilis albo choroba galijska, przekł., oprac. i komentarz Tomasz Sapota, Warszawa: Wydawnictwo IBL 2024[4].

## Publikacje
- Homocentrica (1538)
- De Contagione et Contagiosis Morbis (1546)